# Sematophyllum papillosum
Sematophyllum papillosum là một loài rêu trong họ Sematophyllaceae. Loài này được (Hornsch.) Mitt. mô tả khoa học đầu tiên năm 1869.